# Liste des monuments historiques de Dambach-la-Ville
Ce tableau présente la liste de tous les monuments historiques de Dambach-la-Ville (Bas-Rhin), classés ou inscrits.

## Monuments historiques
Selon la base Mérimée, il y a 17 monuments historiques à Dambach-la-Ville, inscrits ou classés.
| Monument | Adresse                  | Coordonnées                      | Notice         | Protection | Date | Illustration |
| --- | ------------------------ | -------------------------------- | -------------- | ---------- | ---- | --- |
| Auberge de la Couronne façades, toitures | 13, place du Marché      | 48° 19′ 24″ nord, 7° 25′ 29″ est | « PA00084674 » | Inscrit    | 1930 | Auberge de la Couronnefaçades, toitures |
| Chapelle Notre-Dame (chapelle de la Vierge) chapelle | Steinhausen              | 48° 19′ 41″ nord, 7° 25′ 24″ est | « PA00084675 » | Inscrit    | 1930 | Chapelle Notre-Dame (chapelle de la Vierge)chapelle |
| Chapelle Saint-Jean-Baptiste chapelle | Altenweiller             | 48° 18′ 59″ nord, 7° 26′ 53″ est | « PA00084676 » | Inscrit    | 1965 | Image manquante Téléverser |
| Chapelle Saint-Sébastien chapelle, retable | Saint-Sébastien          | 48° 19′ 38″ nord, 7° 25′ 10″ est | « PA00084677 » | Classé     | 1921 | Chapelle Saint-Sébastienchapelle, retable |
| Château du Bernstein ruines | Schlossberg              | 48° 19′ 19″ nord, 7° 23′ 59″ est | « PA00084678 » | Inscrit    | 1932 | Château du Bernsteinruines |
| Stockbrunnen fontaine | Place du Marché          | 48° 19′ 25″ nord, 7° 25′ 30″ est | « PA00084679 » | Inscrit    | 1930 | Stockbrunnenfontaine |
| Fortifications - porte de Blienschwiler (Obertor), mur d'enceinte - porte d'Ebersheim (Untertor), mur d'enceinte, porte de Dieffenthal (Neutor), maison, restes du mur d'enceinte |                          | 48° 19′ 25″ nord, 7° 25′ 41″ est | « PA00084680 » | Inscrit    | 1930 | Fortifications- porte de Blienschwiler (Obertor), mur d'enceinte- porte d'Ebersheim (Untertor), mur d'enceinte, porte de Dieffenthal (Neutor), maison, restes du mur d'enceinte |
| Hôtel de ville façades, toitures | 11, place du Marché      | 48° 19′ 24″ nord, 7° 25′ 30″ est | « PA00084681 » | Inscrit    | 1930 | Hôtel de villefaçades, toitures |
| Maison façades, toiture | 4, rue de l'Église       | 48° 19′ 23″ nord, 7° 25′ 29″ est | « PA00084682 » | Inscrit    | 1930 | Maisonfaçades, toiture |
| Maison façade | 8, place du Marché       | 48° 19′ 26″ nord, 7° 25′ 29″ est | « PA00084683 » | Inscrit    | 1930 | Maisonfaçade |
| Maison façades, toitures | 12, place du Marché      | 48° 19′ 25″ nord, 7° 25′ 28″ est | « PA00084684 » | Classé     | 1937 | Maisonfaçades, toitures |
| Maison façade, toiture | 53, rue du Maréchal-Foch | 48° 19′ 32″ nord, 7° 25′ 29″ est | « PA00084685 » | Inscrit    | 1930 | Maisonfaçade, toiture |
| Maison façade, toiture | 55, rue du Maréchal-Foch | 48° 19′ 32″ nord, 7° 25′ 28″ est | « PA00084686 » | Inscrit    | 1930 | Maisonfaçade, toiture |
| Maison façades, toiture | 82, rue du Maréchal-Foch | 48° 19′ 33″ nord, 7° 25′ 29″ est | « PA00084687 » | Inscrit    | 1930 | Maisonfaçades, toiture |
| Maison façades, toiture | 5, rue des Ours          | 48° 19′ 26″ nord, 7° 25′ 33″ est | « PA00084688 » | Inscrit    | 1934 | Maisonfaçades, toiture |
| Maison façades, toiture | 2, rue des Tonneliers    | 48° 19′ 25″ nord, 7° 25′ 27″ est | « PA00084689 » | Inscrit    | 1930 | Maisonfaçades, toiture |
| Maisons façades, toitures (avec charpente de la maison nord-ouest | 16, rue Saint-Sébastien  | 48° 19′ 24″ nord, 7° 25′ 21″ est | « PA67000029 » | Inscrit    | 1999 | Maisonsfaçades, toitures (avec charpente de la maison nord-ouest |

## Mobiliers historiques
Selon la base Palissy, il y a 8 objets monuments historiques à Dambach-la-Ville.
| Monument historique                                                                                       | Localisation                                 | Protection | Date de la protection | Référence            | Photo |
| --- | -------------------------------------------- | ---------- | --------------------- | -------------------- | ----- |
| bénitier                                                                                                  | chapelle Notre-Dame ou chapelle de la Vierge | inscrit    | 1997                  | Notice no PM67001222 |       |
| groupe sculpté : Vierge de Pitié                                                                          | chapelle Notre-Dame ou chapelle de la Vierge | inscrit    | 1997                  | Notice no PM67001221 |       |
| statue-reliquaire : Saint-Sébastien                                                                       | chapelle Saint-Sébastien                     | classé     | 1999                  | Notice no PM67000855 |       |
| 8 bras de lumière                                                                                         | chapelle Saint-Sébastien                     | classé     | 1999                  | Notice no PM67000858 |       |
| buste : Sainte-Barbe                                                                                      | chapelle Saint-Sébastien                     | classé     | 1999                  | Notice no PM67000857 |       |
| buste : Sainte-Madeleine                                                                                  | chapelle Saint-Sébastien                     | classé     | 1999                  | Notice no PM67000856 |       |
| statue : Vierge à l'Enfant                                                                                | chapelle Saint-Sébastien                     | classé     | 1999                  | Notice no PM67000854 |       |
| autel, tabernacle, retable, 2 statues, groupe sculpté (maître-autel, autel tombeau, retable architecturé) | chapelle Saint-Sébastien                     | classé     | 1979                  | Notice no PM67000045 |       |